# Bee Cave
Bee Cave és una població dels Estats Units a l'estat de Texas. Segons el cens del 2000 tenia 2.000 habitants.

## Demografia
Segons el cens del 2000, Bee Cave tenia 656 habitants, 207 habitatges, i 172 famílies. La densitat de població era de 97,4 habitants/km².
Dels 207 habitatges en un 50,2% hi vivien nens de menys de 18 anys, en un 79,7% hi vivien parelles casades, en un 2,4% dones solteres, i en un 16,9% no eren unitats familiars. En el 9,7% dels habitatges hi vivien persones soles el 2,4% de les quals corresponia a persones de 65 anys o més que vivien soles. El nombre mitjà de persones vivint en cada habitatge era de 3,17 i el nombre mitjà de persones que vivien en cada família era de 3,38.
Per edats la població es repartia de la següent manera: un 33,1% tenia menys de 18 anys, un 3,8% entre 18 i 24, un 34,8% entre 25 i 44, un 23,2% de 45 a 60 i un 5,2% 65 anys o més.
L'edat mediana era de 36 anys. Per cada 100 dones de 18 o més anys hi havia 104,2 homes.
La renda mediana per habitatge era de 120.871 $ i la renda mediana per família de 130.028 $. Els homes tenien una renda mediana de 100.000 $ mentre que les dones 48.125 $. La renda per capita de la població era de 45.405 $. Cap de les famílies i el 0,5% de la població estaven per davall del llindar de pobresa.

## Poblacions més properes
El següent diagrama mostra les poblacions més properes.